# Forza irresistibile
Forza irresistibile (Irresistible Force) è un film per la televisione statunitense del 1993 diretto da Kevin Hooks.

## Trama
Un poliziotto è in procinto di andare in pensione e gli viene affidato la sua nuova partner. I due rimangono intrappolati in un centro commerciale preso in ostaggio da un gruppo di terroristi.

## Produzione
Il film fu girato in Australia. Le scene esterne furono girate a Gold Coast nel Queensland, mentre gli interni furono girati al Warner Bros. Movie World sulla Pacific Highway a Oxenford, sempre nel Queensland.